# Суперначо (фільм)
«Суперначо» (англ. Nacho Libre) — американська комедія з Джеком Блеком в головній ролі.

## Сюжет
Начо — сирота, який з дитинства живе в монастирі і мріє про кар'єру борця. Пройшли роки, він все ще в монастирі, готує їжу для нового покоління сиріт, але мрії вийти на ринг не полишив. Одного разу після конфлікту з одним з монахів Начо вирішує змінити своє життя. Він запропонував худому хлопцю, який один раз вкрав у нього крупу, стати партнерами і боротися в кулачному поєдинку. 
Після недовгих тренувань вони вперше вийшли на ринг… і програли, але за те, що вони сподобались публіці, їх стали запрошувати на бої. Отримані гроші витрачались на сиріт і особисті подарунки. Вони продовжували брати участь в боях, але завжди програвали. Скелетто розказав, що знає одного цигана, який п'є орлині яйця і це дає йому орлину силу. Піднявшись на скелю, Начо випив яйце, але це не допомогло йому в наступному бою. 
Зрештою, вони проникають на свято до Рамзеса, щоби запропонувати синьйору Рамону битися у нього в манежі. Той відповів, що якщо хтось з них виграє на наступному тижні в груповому поєдинку, то він зможе боротися зі самим Рамзесом. Начо в монастирі випадково підпалив свою рясу і всі побачили, що він боєць реслінгу. Він говорить, що сьогодні у нього важливий бій і виграні гроші (10000) збирається витратити на сиріт. У відбірковому турнірі Начо майже вдається отримати перемогу над усіма суперниками, але одного не зміг побороти. 
Повернувшись в монастир, і побачивши, що його речі зібрані, йде куду очі бачать. Скелетто знайшовши Начо повідомляє йому, що інший боєць захворів (не без допомоги першого) і тепер Начо повинен битися з Рамзесом. Почавши погано поєдинок, Начо вдається переломити, коли побачив, що на бій прийшли сестра Інкарнасьон разом зі сиротами. Наприкінці поєдинку він навіть отримує силу орла, і в неймовірному стрибку добиває Рамзеса.

## В ролях
- Джек Блек — Начо
- Ана де ла Регера — Інкарнасьон
- Ектор Хіменес — Скелетто
- Даріус Роуз — Чанчо
- Едуардо Гомез — Чуй
- Петер Стормаре — Emperor
- Сізар Гонзалез — Рамзес

## Відгуки
На сайті Rotten Tomatoes з 162 рецензій позитивних 64. Відомий американський кінокритик Роджер Іберт написав в своїй рецензії: «Треба постаратися, щоби зробити не смішну комедію с Джеком Блеком. Але їм це вдалося».

## Касові збори
Прем'єра картини відбулась в США 16 червня 2006 року. В перший вік-енд фільм зібрав 28 млн доларів і зайняв 2 місце, поступившись мультфільму «Тачки» від Діснея. Вього Суперначо зібрав 99 млн $, з них за межами США всього 19 млн $. Також в США було продано DVD на 26 млн $.

## Цікаві факти
- Під час деяких сцен боротьби використовувались манекени для заміни частини аудиторії — коштують дешевше, а виглядає так само реально як і масовка.
- В одній зі сцен на ринзі Джек Блек вдарився головою об стілець, що викликало глибоку рану, на яку наклали декілька швів.
- Ідея частково була взята з реального життя, в Мексиці дійсно був монах, який став борцем, щоби заробити гроші для парафії[5].